# William Challee
William Challee est un acteur américain, né le 6 avril 1904 à Chicago et mort le 11 mars 1989 à Los Angeles, des suites de la maladie d'Alzheimer.

## Biographie
À son décès, il était marié à Joan Wheeler, mais auparavant il avait été marié à Ruth Nelson. Il est le beau-père de David Ankrum et de Barabara Ankrum.

## Filmographie partielle
- 1939 : Dans une pauvre petite rue (...One Third of a Nation...) de Dudley Murphy
- 1945 : Destination Tokyo, de Delmer Daves
- 1946 : Nocturne d'Edwin L. Marin
- 1947 : Desperate, d'Anthony Mann
- 1949 : La Brigade des stupéfiants (Port of New York), de László Benedek : Leo Stasser
- 1950 : Outrage, de Ida Lupino
- 1955 : Meurtres à responsabilité limitée (Chicago Syndicate) de Fred F. Sears
- 1956 : The Desperados Are in Town de Kurt Neumann
- 1959 : Crépuscule sur l'océan, de Joseph Pevney
- 1963 : Un homme doit mourir, de George Seaton